# آدم ببكر
آدم ببكر (بالإنجليزية: Adam Baker)‏ (8 ديسمبر 1993 بليدز في المملكة المتحدة - ) هو لاعب كرة قدم بريطاني في مركز الهجوم. لعب مع برادفورد سيتي ونادي هاروجيت تاون وScarborough Athletic F.C. ‏ ونادي برادفورد بارك أفنيو.

## وصلات خارجية
- آدم ببكر على موقع قاعدة بيانات كرة القدم.إي يو (الإنجليزية)
- آدم ببكر على موقع Soccerway.com (الإنجليزية)